# Amiram Shochat (schip, 1913)
De Amiram Shochet was een in 1913 gebouwde jol. In 1947 deed het dienst in de Aliyah Bet, de illegale immigratie van Joden naar het Mandaatgebied Palestina.

## Geschiedenis
Op 6 augustus 1946 vertrok het schip vanuit Bacoli in Italië met 183 immigranten aan boord. De kapitein en de bemanning waren door de Mossad Le'Aliyah Bet in Frankrijk geronseld. Daarnaast waren er drie Hagana-leden aan boord; twee Palyamniks (matrozen) en een Gideoni (marconist).
Het schip wist ongemerkt voorbij de Britse patrouilleschepen te komen en arriveerde op 16 augustus aan de kust bij Caesarea. Deze plaats lag vlak bij Sdot Yam, het hoofdkwartier van de Palyam. De opvarenden werden door zowel de Palyamniks aan boord als uit Sdot Yam in hoog tempo ontscheept en in nabijgelegen nederzettingen verborgen.

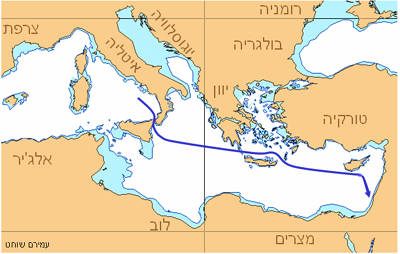
Reis van de Amiram Shochet